# In a Reverie
In a Reverie es un álbum de la banda italiana de metal gótico Lacuna Coil. Es el primer LP del grupo, fue lanzado en 1999 y producido por la disquera Century Media. Fue grabado entre octubre y noviembre de 1998.

## Lista de canciones
1. "Circle"
2. "Stately Lover"
3. "Honeymoon Suite"
4. "My Wings"
5. "To Myself I Turned"
6. "Cold"
7. "Reverie"
8. "Veins Of Glass"
9. "Falling Again"

## Formación
- Cristina Scabbia - voz femenina
- Andrea Ferro - voz masculina
- Cristiano "Pizza" Migliore - guitarra
- Marco Coti Zelati - bajo
- Cristiano "CriZ" Mozzati - batería
- Waldemar Sorychta - teclados

- Datos: Q129704